# NGC 1501
La Nebulosa Ostrica (NGC 1501, Oyster Nebula in inglese) è una nebulosa planetaria visibile nella costellazione della Giraffa, distante circa quattromila anni luce dal sistema solare.
È stata scoperta da William Herschel nel 1787.
La nebulosa ha la forma di un ellissoide di bassa eccentricità, dal quale protendono quattro lobi principali. È piuttosto sottile. Al suo centro, è presente una stella di classe WC4/OVI.